# Augustiniánský dům
Augustiniánský dům (někdy též Augustiánský dům) v Luhačovicích je historizující budova z roku 1904.

## Historie
Budova byla ve výstavbě v letech 1902–1904 pro augustiniánský klášter sv. Tomáše na Starém Brně a původně sloužila jako rekreační zařízení pro kněží a katolické rodiny. První zásadní rekonstrukce, která zachovávala původní ráz budovy, byla zahájena v roce 1987, nebyla však dokončena. V roce 2007 byla budova prohlášena kulturní památkou. Od roku 2008 probíhala další rekonstrukce objektu a v roce 2010 byl dům slavnostně otevřen jako luxusní hotel. V roce 2009 získala modernizace Augustiniánského domu hlavní cenu v soutěži Stavba roku Zlínského kraje, a to v kategorii Stavby občanské vybavenosti.

## Architektura

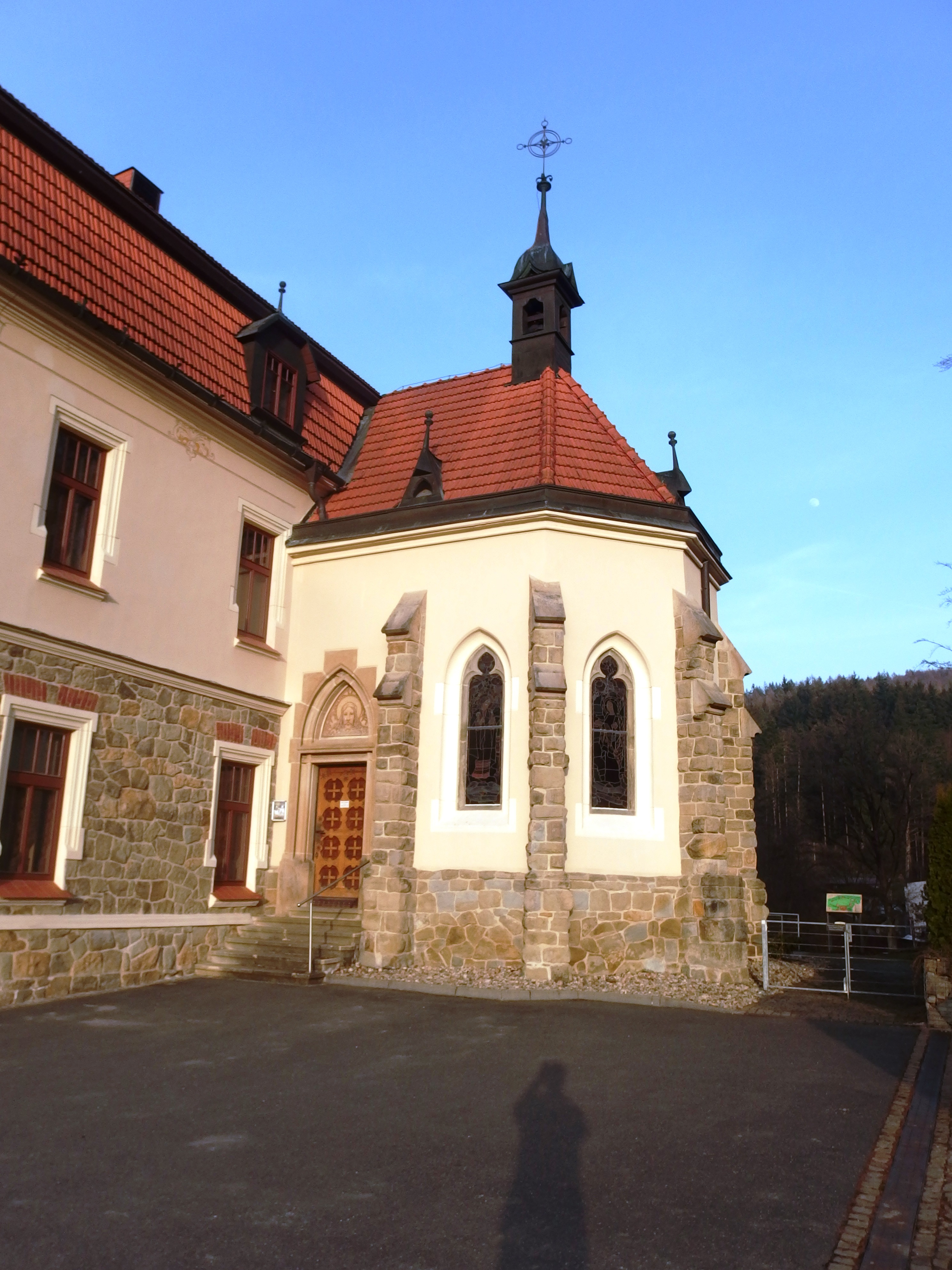
Kaple

Dům byl postaven podle projektu architekta Vladimíra Fischera a je tvořen dvěma částmi: neorenesančním hlavním křídlem na obdélníkovém půdorysu a kaplí, přistavěnou v jižní části. Projektant byl ve svém návrhu zřejmě inspirován stylem anglických venkovských sídel. Hlavní vstup je umístěn uprostřed hlavního průčelí. Vlevo od něj stojí polygonální schodišťová věž zakončená bání s lucernou. Fasáda věže je zdobena sgrafity s akantem. Dále vlevo od věže je v patře terasa, nesená arkádami. Nad hlavním vstupem vystupuje ze štítu arkýř se sdruženým trojdílným oknem, vedle něj je pak malba s motivem svatého Augustina. Nad portálem je sgrafitový nápis AUGUSTINIÁNSKÝ DŮM. Ve vrcholu vstupního portálu je kartuš s písmeny ST – svatý Tomáš je patronem augustiniánů i samotného Augustiniánského domu a jeho iniciály je možné nalézt i na dalších místech na fasádě. Celé přízemí je zvýrazněno motivem lomového kamene, nároží jsou bosovaná.
Přistavěná kaple je neogotická. Ve stěnách jsou mohutné opěrné pilíře, vchod s profilovaným ostěním je završen tympanonem se sgrafitovou výzdobou. Kaple je zaklenutá křížovou klenbou. Zajímavostí je, že na rozdíl od hlavního objektu je kaple v majetku římskokatolické církve.

## Leoš Janáček
Leoš Janáček byl pravděpodobně nejznámějším pravidelným hostem Augustiniánského domu. Mezi lety 1912 a 1928 pobýval v objektu celkem dvanáctkrát. Pracoval zde mimo jiné na opeře Příhody lišky Bystroušky. V roce 1926 zde napsal Glagolskou mši.